# Пашутінська вулиця
Вулиця Пашутіна — вулиця в Кропивницькому. Пролягає від вулиці Єгорова до Інгулу (вул. Миколи Смоленчука). Пашутінську перетинають вулиці Гагаріна, Шевченка, Дворцова, Віктора Чміленка, Тараса Карпи, Гоголя, Преображенська, Покровська. Названа на честь колишнього міського голови міста Олександра Пашутіна.

## Назва
У часи Російської імперії вулиця мала назву Невська, проте в радянський період була перейменована на вулицю Компанійця.

## Історія
Найперша вулиця історичного центру міста. Виникла у 1750-х роках, мала назву Невська.
До пожежі 1798 року була головною вулицею — тут містилися державні установи, мешкали найбагатші мешканці.
Після пожежі забудовувалася мурованими будинками. 1842 року вулицю першу у місті замостили та влаштували тротуари.
Після смерті 1908 року міського голови Олександра Пашутіна вулицю найменували Пашутінська.
1919 року більшовики надали вулиці ім'я одного з місцевих борців за радянську владу — Івана Компанійця.
1993 року вулиці повернуто попередню назву.

## Джерело
- Матівос Ю. М. Вулицями рідного міста, Кіровоград: ТОВ «Імекс-ЛТД», стор. 8

## Галерея

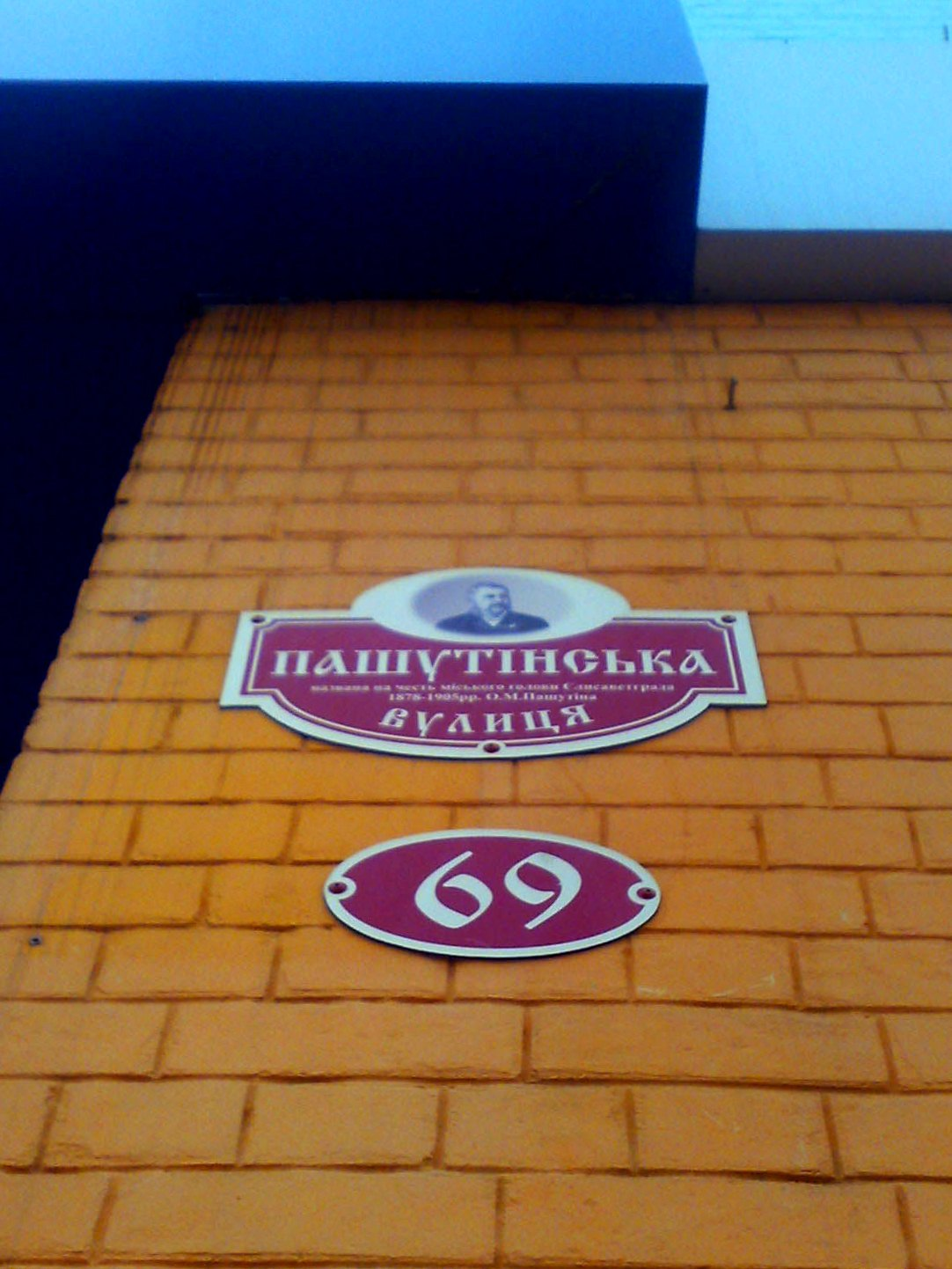
Сучасна табличка на будинку по вул. Пашутінській
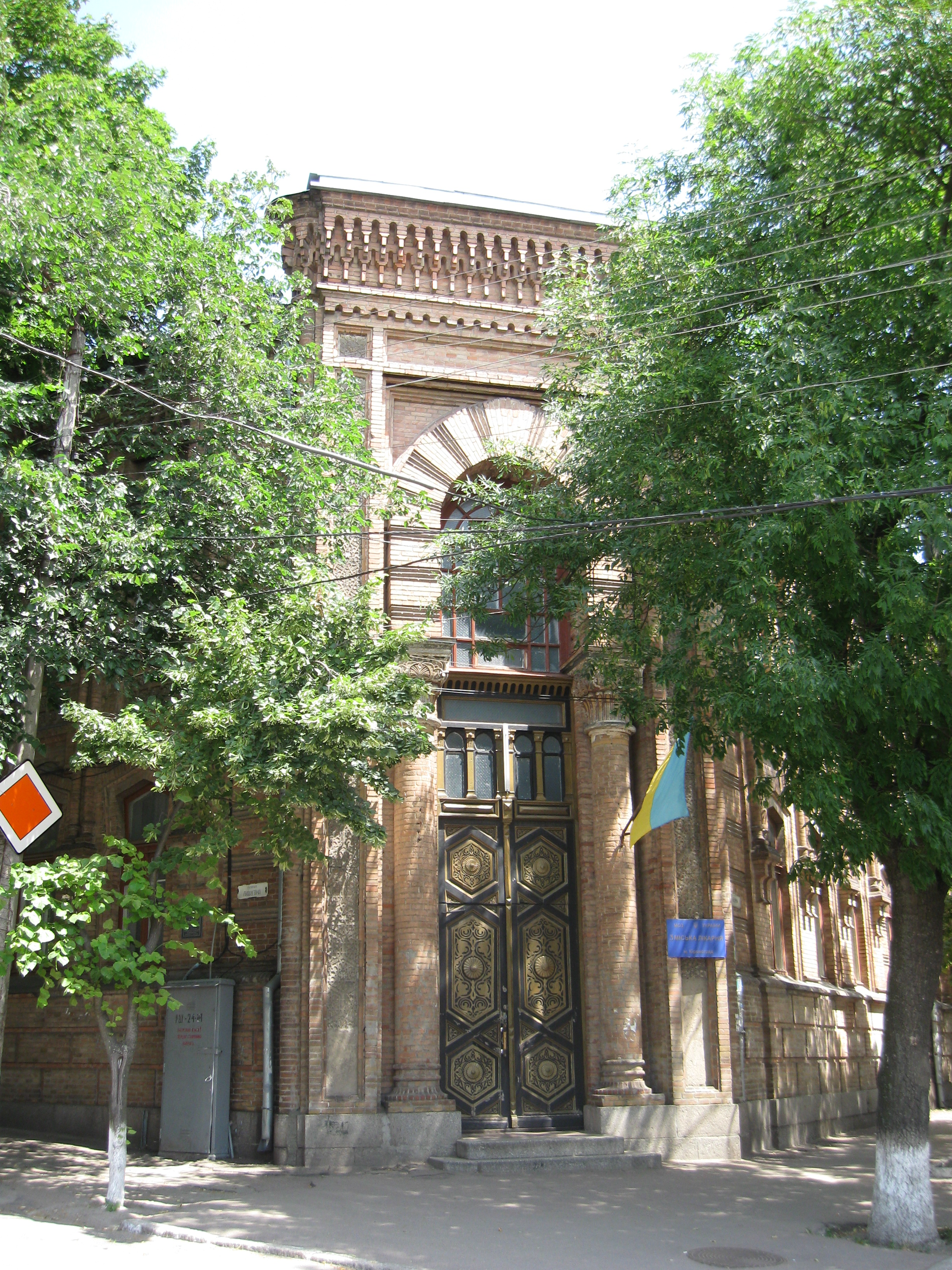
Будівля сучасної міської лікарні
Меморіальна дошка О. М. Пашутіну